# Henrique II de Brandemburgo-Stendal
Henrique II de Brandemburgo (1308 - Julho de 1320), chamado a Criança era filho de Henrique I de Brandemburgo-Stendal e de Inês da Baviera. Sucedeu ao seu pai como como marquês de Brandemburgo como um menor, em 1318 (10 anos de idade), mas acabou por falecer dois anos depois. Ele foi o último na linha dos Ascânios em Brandemburgo.